# Veliidae
Veliidae Amyot & Serville, 1843, è una famiglia di Rincoti Eterotteri della superfamiglia Gerroidea (Gerromorpha). Questi insetti, caratteristici per la capacità di camminare sull'acqua, come tutti i Gerroidei, rappresentano il raggruppamento più ricco di specie nell'ambito della superfamiglia, anche se meno conosciuto dei Gerridi.

## Morfologia
I Veliidi sono insetti di piccole dimensioni, con corpo lungo da 2 a 9 mm, in genere di forma ovoidale più o meno allungata, rivestito da una densa peluria. Il capo è breve, fornito di grandi occhi composti e privo di ocelli, con antenne composta di 4 articoli. Il rostro è formato da 4 segmenti secondo alcune fonti o da 3 secondo altre.
Le ali anteriori non sono differenziate in emielitre e hanno una venatura che circoscrive 4-6 cellule. Sono presenti anche specie attere o brachittere oltre a forme con ali ben sviluppate. Le zampe sono relativamente corte e più grosse rispetto a quelle dei Gerridi, con femori più brevi dell'addome. Secondo differenti fonti bibliografiche, i tarsi delle zampe anteriori sarebbero formati da 1 segmento oppure da 1-2, quelli delle zampe medie e posteriori da 2 segmenti oppure da 2-3. Uno dei principali caratteri che distingue i Veliidi dai Gerridi è la dislocazione delle zampe mediane: la loro inserzione è infatti equidistante rispetto alle zampe anteriori e a quelle posteriori, mentre nei Gerridi l'inserzione delle zampe medie è molto più vicina a quella delle zampe posteriori.

## Biologia
Come tutti i Gerroidei, i Veliidi sono insetti predatori a spese di piccoli Invertebrati acquatici. Vivono in ambienti umidi d'acqua dolce, generalmente con acque calme o stagnanti; i generi Halovelia e Trochopus comprendono invece specie marine che occupano la stessa nicchia ecologica dei generi Halobates (Gerridae) e Hermatobates (Hermatobatidae).
Rispetto ai Gerridi tendono a camminare sull'acqua più che a scivolare, muovendosi comunque rapidamente. Sono anche in grado di fare immersioni, trattenendo l'aria grazie alla peluria del corpo. Molte specie sono più legate alla terraferma, in quanto si spostano sull'acqua solo per l'attività predatoria e stazionano invece sulle sponde. Si possono perciò rinvenire oltre che sull'acqua anche sul fango, sulle rocce umide, sulle piante acquatiche e sulle sponde.

## Sistematica
L'inquadramento sistematico della famiglia è controverso: molte fonti concordano sulla posizione dei Gerridi nella superfamiglia Gerroidea, tuttavia ci sono divergenze, talvolta anche marcate, sulla composizione della superfamiglia e sulla sua posizione nell'ambito degli Heteroptera. In proposito alla composizione della superfamiglia, vi sono fonti che inseriscono anche taxa che in questa sede sono elevati al rango di superfamiglia (es. Hydrometroidea, ecc.). In merito all'inquadramento dei Gerroidei, vi sono fonti che riuniscono tutti i taxa dell'infraordine Gerromorpha nell'ambito dell'infraordine Nepomorpha.
Quello adottato in questa sede è perciò uno degli schemi sistematici proposti dalle varie fonti.
Nell'ambito della famiglia si annoverano oltre 670 specie distribuite in 46 generi a loro volta ripartiti fra 6 sottofamiglie:
- Haloveliinae
- Microveliinae
- Ocelloveliinae
- Perittopinae
- Rhagoveliine
- Veliinae